# Goniec Polski (Wielka Brytania)
Goniec Polski – popularny bezpłatny polski miesięcznik dostępny na terenie Londynu i w ośrodkach polonijnych w Wielkiej Brytanii, którego nakład wynosi 40.000 egzemplarzy.
Tytuł pojawił się na brytyjskim rynku prasowym 12 lipca 2002 roku. Nie stroni od kontrowersyjnych i trudnych tematów. Stara się przełamywać medialne stereotypy i walczyć z nieprzychylnymi opiniami o Polakach. Stanowi też popularną platformę ogłoszeniową.
Goniec Polski prowadzi serwis internetowy Goniec.com, w którym Czytelnicy znajdują codziennie świeżą dawkę newsów z kraju i ze świata, dziesiątki ogłoszeń oraz zbiór porad dotyczących życia w UK.
Goniec Polski jest corocznym organizatorem plenerowej imprezy polonijnej na Wyspach Brytyjskich – Goniec Polish Festival, organizowanej od 2009 roku oraz koncertów w Union Chapel.